# 浅野博亮
浅野 博亮（あさの ひろあき、1990年10月6日 - ）は、日本の元男子バレーボール選手、指導者。元日本代表。

## 来歴
長野県安曇野市出身。両親、兄の影響もあり、5歳からバレーボールを始める。妹が1人いる。3年の時に全国中学選抜（21名）に選ばれた。リベロを務めた2学年上の兄と同じく、長野日本大学高等学校から愛知大学へ進学。バレー部で1年の時からエースを務め、兄弟で活躍した。3年-4年春の間、主将をしていた。
2012年、大学卒業後の進路は大学バレー部の監督になる話もあったが、面接が1週間早かったジェイテクトSTINGSへの入団を決め、内定選手となった。2013年入団。
全日本のアウトサイドヒッターとしては異例の178cmながら、2015年に初選出された（当時の監督は南部正司）。
2021年、2020-21シーズン終了をもって現役引退。4-5月の黒鷲旗に出場して引退する予定であったが、新型コロナウイルスの影響により中止となったため、代わりに引退試合を兼ねたチーム紅白戦と引退セレモニーが4月29日に開催された。
後に特定非営利活動法人VRAVO N ＋（ブレイボ エヌ プラス）の活動に参加し、同法人の活動の一環で2023年4月より日替わりで愛知大学の監督を担当。2023年11月30日、V.LEAGUE DIVISION2 MEN（V2男子）に所属するアイシンティルマーレのコーチとしてV.LEAGUEに登録された。
2024年11月からイタリアセリエAのヴェローナでコーチ研修をしている。前年コーチとして在籍したフェデリコ・ファジャーニからの紹介による。

## 人物
- 兄は長野県内の中学校で男子バレー部の監督をしている。[要出典]
- 2023年、ネーションズリーグの解説としてBS-TBSに出演した[17]。

## 球歴
- 日本代表 - 2015[3]-2019年
  - ワールドリーグ - 2015年、2017年
  - ワールドカップ - 2015年[18]
  - ワールドグランドチャンピオンズカップ - 2017年（リベロとして選出）[19]
  - 世界選手権 - 2018年

## 所属チーム

### 選手
- 三郷クラブ
- 安曇野市立三郷中学校[20]
- 長野日本大学高等学校
- 愛知大学
- ジェイテクトSTINGS（2013-2021年）

### 指導者
- 愛知大学 監督
- アイシンティルマーレ コーチ（2023-2024年）